# 北海道道9号寿都黒松内線
北海道道9号寿都黒松内線（ほっかいどうどう9ごう すっつくろまつないせん）は、北海道寿都郡寿都町から黒松内町を通って山越郡長万部町に至る道道（主要地方道）である。

## 概要

### 路線データ
- 起点：北海道寿都郡寿都町字大磯町（北海道道272号寿都停車場線交点）
- 終点：北海道山越郡長万部町字蕨岱（国道5号交点）
- 総延長：23.147 km[1]
- 実延長：17.818 km[1]
- 重用延長：5.329 km[1]

## 歴史
- 1954年（昭和29年）3月30日 - 19号として路線認定[2]。
- 1993年（平成5年）5月11日 - 建設省から、道道寿都黒松内線が寿都黒松内線として主要地方道に指定される[3]。
- 1994年（平成6年）10月1日 - 路線番号を9号に変更[4]。

この路線の前身は、1920年（大正9年）4月1日に認定された準地方費道25号寿都港蕨岱停車場線である。

## 路線状況

### 重複区間
- 国道229号：寿都町字樽岸町建岩 - 黒松内町字北作開

### 道路施設

#### 主な橋梁
- 白炭橋（18 m、白炭川、黒松内町白炭）
- 熱郛橋（86 m、熱郛川、黒松内町熱郛川）
- 第1跨線橋（28 m、函館本線、黒松内町熱郛）
- 緑橋（83 m、朱太川、黒松内町黒松内）
- 寺の沢橋（13 m、寺の沢、黒松内町黒松内）
- 第2跨線橋（26 m、函館本線、黒松内町歌才）
- 第3跨線橋（20 m、函館本線、長万部町蕨岱）

#### 廃止されたトンネル
- 建岩トンネル（旧建岩1号トンネル）（30 m、寿都町樽岸町）
開通時期不明（昭和3年の地図に存在を確認）、2010年代前半に開削撤去
- 建岩2号トンネル（不明、寿都町樽岸町）
開通時期不明（昭和3年の地図に存在を確認）、開削撤去

## 地理

### 通過する自治体
- 後志総合振興局
  - 寿都郡
    - 寿都町
    - 黒松内町
- 渡島総合振興局
  - 山越郡長万部町

### 交差する道路
寿都町
- 北海道道272号寿都停車場線 - 字大磯町（起点）
- 国道229号 - 字樽岸町建岩

黒松内町
- 国道229号 - 字北作開
- 北海道道265号熱郛白井川線 - 字熱郛
- 北海道道523号美川黒松内線 - 字黒松内（市道を介して）
- 北海道道266号大成黒松内停車場線 - 字黒松内

長万部町
- 国道5号 - 字蕨岱（終点）

### 沿線にある施設など
寿都町
- 寿都漁港
- 道の駅みなとま〜れ寿都
- 樽岸簡易郵便局

黒松内町
- 小樽建設管理部 蘭越出張所黒松内事業所
- 黒松内温泉ぶなの森
- 黒松内町営野球場
- 歌才森林公園